# Lista locurilor din Turda
Această listă prezintă cele mai însemnate locuri din Turda.

## Obiective importante

### Lăcașuri de cult
- Biserica reformată din Turda-Veche
- Biserica reformată din Turda-Nouă
- Biserica Reformată-Calvină din Poiana
- Biserica Romano-Catolică
- Biserica Franciscană
- Biserica Unitariană
- Biserica Luterană
- Catedrala Ortodoxă
- Biserica Rățeștilor
- Biserica Între Români
- Biserica Șovagăilor
- Sinagoga

### Monumente, așezăminte cultural-istorice
- Salina Turda
- Castrul roman Potaissa
- Primăria
- Judecătoria
- Palatul Finanțelor
- Palatul Princiar
- Teatrul Municipal
- Colegiul Național Mihai Viteazul
- Ruinele fortificației medievale
- Ansamblul urban central
- Case în stil baroc
- Case în stil Secession
- Casa memorială Dr.Ioan Rațiu
- Casa memorială Petöfi Sandor
- Fabrica de Bere
- Vila Mendel
- Miliarul de la Aiton
- Mormântul lui Mihai Viteazul
- Statuia Lupa Capitolina
- Statuia lui Avram Iancu
- Statuia Dr. Ioan Rațiu
- Grupul statuar Horea, Cloșca și Crișan
- Grupul sculptural Teodor Murășanu - Pavel Dan
- Monumentul Reuniunii Sf.Maria
- Monumentul Eroilor Aviatori din Turda
- Monumentul Martirilor
- Monumentul Eroilor Revoluției din 1989
- Lapidariul
- Crucea mare de piatră

### Cimitire
- Cimitirele

## Locuri din împrejurimi
- Cheile Turzii
- Cheile Turului / Turenilor
- Lacurile Durgău
- Băile Sărate
- Grădina zoologică
- Biserica de lemn din Hărcana
- Stadionul Municipal
- Cheile Borzești
- Cheile Vălișoarei
- Cheile Runcului
- Cheile Pociovaliștei
- Cheile Poșăgii
- Peștera Scărișoara
- Peștera Poarta Zmeilor
- Peștera Huda lui Papară
- Vânătările Ponorului
- Cascada Ciucaș
- Cascada Șipote
- Scărița-Belioara
- Laricetul de la Vidolm

## Ape curgătoare
- Râul Arieș
- Valea Racilor
- Valea Caldă Mare
- Râul Săndulești
- Valea Pordei
- Râul Aluniș
- Valea Sărată